# G2C
Government-to-Citizen, zkráceně G2C je označení pro vztahy mezi vládou (government) a občany, používané například u popisu typu aplikací internetu. G2C lze ilustrovat na služby na webu, které vláda nabízí běžným občanům, například publikování informací.

## Podobná označení
- C2G
- B2B
- B2A
- C2C